# Summertime Sadness
〈Summertime Sadness〉는 라나 델 레이의 노래이다. 두 번째 정규 앨범 《Born to Die》의 네 번째 싱글이다. 빌보드 핫 100 6위와 영국 싱글 차트 4위를 한 곡이다. 미국 음반 산업 협회(RIAA) 인증 4× 플래티넘 등급을 받은 곡이다.